# Tim Enthoven
Tim Enthoven (Den Haag, 30 augustus 1985) is een Nederlands illustrator, grafisch ontwerper, beeldend kunstenaar en striptekenaar. Hij maakt onder andere zeefdrukken, prints, etsen, illustraties en beeldverhalen.

## Biografie
Enthoven studeerde in 2009 cum laude af aan Design Academy Eindhoven op de striproman Binnenskamers. Hij won er de René Smeets Prijs voor beste afstudeerproject van de opleiding mee. Het project werd tentoongesteld tijdens de Dutch Design Week, in het Londense warenhuis Selfridges, The Frozen Fountain in Amsterdam, The Bries Space in Antwerpen en op de Beijing International Book Fair.
Al als student illustreerde Enthoven voor VPRO Gids, Het Financieele Dagblad en Intermediair. Inmiddels maakt hij internationaal naam als illustrator. Als vormgever creëerde hij een visuele stijl voor het festival Grand Foulard. Daarvoor zijn tekeningen de basis: portretten van acts en organisatoren zijn de bouwstenen voor al het beeldmateriaal, ook logo en lettertype. Elke nieuwe editie oogt anders, omdat het beeld wordt hertekend met portretten van nieuwe participanten.

### Debuut
In 2011 debuteerde Enthoven met Binnenskamers bij uitgeverij Bries in België en bij De Harmonie in Nederland. De reacties waren overwegend positief, hoewel de stripmaker wel een 'naar autisme neigende stijlbeheersing’ verweten werd. Hij werd echter ook vergeleken met Brecht Evens, Charles Burns, Seth en Chris Ware. Het boek gaat over de neurotische student Tim, wiens voorspelbare leven ontwricht wordt door een telefoontje. De geordende, heldere illustraties zeggen veel over Tims wereldbeeld: alles is ingekaderd, beheerst en gearrangeerd. Vormgeving en context spelen een even grote rol als verhaal en tekening. Enthoven zelf omschrijft het boek als een constructie van verschillende autobiografische elementen, maar benadrukt dat het fictie is.

### Stijl
In zijn benadering gaat Enthoven uit van een situatie, personage of concept — plot is van ondergeschikt belang. Zijn stijl is naturalistisch en lijngericht. Het is de neerslag van het jarenlang natekenen van anatomieboeken en werk van Renaissance-kunstenaars als Leonardo da Vinci. Tekenen naar echte modellen op de Haagse Koninklijke Academie was ook van invloed, hoewel de docenten van de academie zijn tekeningen te stijf en ouderwets vonden.
Enthovens strakke lijnvoering blijft tekenachtig door het gebruik van potlood. Stripmaker Sébastien Conard typeerde de stijl met: 'Veel aandacht gaat uit naar de nette afwerking van figuren en objecten, al laat Enthoven hier geregeld een slordigheid hangen. Dat maakt zijn beeldtaal toch weer menselijk en zelfs ambachtelijk.'
Kenmerken van Enthovens werk zijn aandacht voor compositie, ritmiek en ruimtelijkheid. Hij heeft een voorkeur voor arceringen, visgraat-motieven en minutieus uitgewerkte kapsels, baarden en snorren, die vaak het absurdisme en de vervreemding versterken. In een interview verklaarde Enthoven dat hij tekeningen liefst volledig definieert en invult. Ze achteraf in de computer bijwerken doet hij zo min mogelijk.

### Invloeden
Enthoven is meer beïnvloed door beeldende kunst, literatuur en film dan door strips. Hij leest veel romans en verhalen - in zijn tekeningen werkt hij ook vaak verhalend. Tot zijn literaire invloeden rekent hij Knut Hamsun en David Foster Wallace. De sfeer van de films van Michelangelo Antonioni is ook een inspiratie, net als de nauwkeurigheid van Oude Meesters als Balthasar van der Ast, Albrecht Dürer, Hans Holbein de Jonge, Lucas van Leyden en Titiaan. Zijn kunstopvatting is ook beïnvloed door werk van moderne kunstenaars als Gilbert & George, Anselm Kiefer, Martin Kippenberger, Leanne Shapton en Cy Twombly.

### Recent werk
Enthoven combineert werk voor obscure publicaties als het Groningse cultblad Van Speijk met opdrachten van bekende titels als The New York Times Magazine, waarvoor hij het spraakmakende omslag 'The Human Swap' met 1.028 handgetekende gevangenen maakte. In 2011 gaf Enthoven in Zone 5300 met de strip 'Pastorale' — over zijn laaggeletterde oom Jos — een proeve van zijn kunnen op de korte baan. Ook voor Design Indaba, een design conferentie in Kaapstad, maakte hij een kort beeldverhaal.

## Prijzen
- 2010 René Smeets Prijs (beste afstudeerproject Design Academy Eindhoven) voor Binnenskamers
- 2010 Keep an Eye Grant van Design Academy Eindhoven
- 2010 Nominatie Dutch Design Award, categorie beste illustratie, voor een poster van het SNOR Festival
- 2010 StripGrafiekPrijs, 3e prijs op de Kunststripbeurs Utrecht
- 2011 BLEND Absolut Talent Award

## Tentoonstellingen
- 2009 groepsexpositie Doortje Draait Door in Smalle Haven, Eindhoven (9-26 juli)
- 2010 groepsexpositie Design Academy Eindhoven Graduation Show 2010 tijdens de Dutch Design Week, Eindhoven (23-31 oktober)
- 2010 groepsexpositie Stacked in Grafisch Atelier Daglicht, Eindhoven (23-31 oktober)
- 2011 groepsexpositie Vice Versa in CBK, Den Bosch (10 december 2010-16 januari)
- 2011 groepsexpositie Taal en Teken 1 in Kunstenaarscentrum Bergen (15 februari-27 maart)
- 2011 groepsexpositie EveryDayDutch in Selfridge's, Londen (1-27 maart)
- 2011 solotentoonstelling Binnenskamers in The Bries Space, Antwerpen (13-22 mei)
- 2011 groepsexpositie in The Frozen Fountain, Amsterdam (14 mei-eind juni)
- 2011 groepsexpositie van Fonds BKVB op 18e Beijing International Book Fair in NCIEC, Beijing (31 augustus-4 september)
- 2011 groepsexpositie Nieuw Talent in Centrum voor Beeldcultuur, Breda (8-21 september)

## Publicaties (selectie)
- VPRO gids (illustraties, 2008-2009)
- FD (illustraties, 2009)
- Intermediair (illustraties, 2008-heden)
- Vice (illustraties en voorpublicatie Binnenskamers, 2009-heden)
- Creatie (omslag en portret, 2010)
- Items 1, 3 (illustraties, 2011)
- Classic Rock Presents Prog Magazine (illustraties, 2011)
- BLEND magazine (illustratie, 2011)
- Zone 5300 (strip, 2011)
- New York Times Magazine (illustraties, omslag 2011)
- DAMn Magazine 29 (illustraties, 2011)
- ZEITmagazin (illustraties, 2011)

### Bijdragen
- Pos, Gert Jan, en Willem Thijssen (red.), Filmfanfare ('Turks fruit'). Amsterdam: Oog & Blik|De Bezige Bij, 2012. Gebonden, 112 p. ISBN 978-90-5492-348-0. (in voorbereiding)

### Werk in opdracht (selectie)
- Beeld voor voorstellingen Lobby en De Boterman van tjettergruppe La Pralinette de Papa Nugue (2008-09)
- Beelden voor het SNOR Festival in opdracht van Design Academy Eindhoven (2010)
- Visuele stijl voor Grand Foulard in opdracht van de Effenaar (2010)
- Wim Helssen, Stefaan van Brabandt en Theo Maassen: Geen Probleem (omslagillustratie). Hilversum: VPRO, 2011. DVD.